# Natal'ja Kulikova
Natal'ja Sergeevna Kulikova (in russo Наталья Сергеевна Куликова?; Vichorevka, 12 maggio 1982) è una pallavolista russa.
Gioca nel ruolo di schiacciatrice nella Polisportiva Antares.

## Carriera
La carriera da professionista di Natal'ja Kulikova inizia nel 1995 tra le file del Volejbol'nyj Klub Sputnik Novosibirsk, dove milita fino al 1999 giocando nel campionato cadetto russo. Nel 1999 fa il suo esordio nel massimo campionato russo, con la maglia dello Ženskij volejbol'nyj klub Fakel, concludendo il campionato con una retrocessione; ciò nonostante resta legata al club per altre due annate.
Nel 2002 viene ingaggiata dal Volejbol'nyj klub Samorodok, dove resta per sette stagioni. Pur non vincendo nulla col suo club, nel 2006 viene convocata per la prima volta in nazionale. All'esordio vince subito la medaglia d'argento al World Grand Prix e soprattutto vince il campionato mondiale. Nell'estate del 2008 vince la medaglia di bronzo al Trofeo Valle d'Aosta.
Per la stagione 2009-10 viene ingaggiata dal Volejbol'nyj klub Universitet-Technolog, ma conclude la stagione con una inattesa retrocessione. La stagione successiva viene ingaggiata dal Beşiktaş Jimnastik Kulübü, nel campionato turco. Dopo una sola stagione all'estero, torna a giocare in Russia nel Volejbol'nyj Klub Severstal' per un'annata, per poi passare allo Ženskij volejbol'nyj klub Enisej di Krasnojarsk, dove resta per tre annate e mezzo, prima di essere ceduta a campionato in corso alla squadra italiana della Polisportiva Antares, in Serie A2, per concludere la stagione 2013-14.

## Palmarès

### Nazionale (competizioni minori)
- Trofeo Valle d'Aosta 2008